# Халафли (село)
Халафлы (азерб. Xələfli) — село в Джебраильском районе Азербайджана

## География
Село находится на равнинной территории .

## Топонимика
Согласно местным жителям, поселение основано человеком по имени Халаф, и в настоящее время его могила находится в центре села в Пире Халаф.

## История
В советские годы село входило в состав Джебраильского района Азербайджанской ССР.
В результате Первой карабахской войны в августе 1993 года перешло под контроль непризнанной Нагорно-Карабахской Республики и согласно её административно-территориальному делению, входило в состав Гадрутского района.
23 октября 2020 года президент Азербайджана Ильхам Алиев объявил, что азербайджанская армия освободила село Халафлы.

## Экономика
Население села занималось животноводством, возделыванием пшеницы, виноградарством и шелководством.